# Miss World (tidning)
Miss World var en svensk tidning startad och nedlagd 2012.
Miss World hade som målsättning att utkomma med fyra tjocka nummer per år från och med 19 juni 2012 och skulle innehålla artiklar om kultur, engagerade världsförbättrande personer och verksamheter, sociala världsfrågor och dylikt i en blandning av ämnen för läsare av båda kön – med medvetet utmanande tidningsnamn – varav en del av tidningen upplåts åt inbjudna gästskribenter att själv utforma utan redaktionell inblandning. Enligt redaktionen var tidningen avsedd att vara en "allas vår hyllning till Moder Jord, till oss som lever här och till det naturligt attraktiva... en kärleksfull och ofiltrerad käftsmäll... om den bortglömda världen om bortglömda värden". Efter endast två utgivna nummer tog tidningen i oktober 2012 en paus på obestämd tid då de fick ekonomiska problem och hade svårt att hitta finansiärer.
Grundare av tidningen är företagaren Per Holknekt (chefredaktör) och grundaren av Peace & Love–festivalen i Borlänge, Jesper Heed (kreativ chef och ansvarig utgivare).